# Panzerzug Masaryk
Der Panzerzug Masaryk, oder auch Panzerzug T. G. Masaryk, war ein improvisierter Panzerzug des slowakischen Widerstands aus der Zeit des Zweiten Weltkrieges von 1944.

## Geschichte
Am 4. September 1944 begannen die Bauarbeiten an drei Improvizované obrněné vlaky (deutsch: improvisierte Panzerzüge, kurz: IPV). Die Verantwortung für den Bau der Panzerzüge lag beim Zentralkomitee und die Bauleitung wurde dem stellvertretenden Abteilungsleiter Ladislav Lokša übertragen. Ab dem 7. September übernahm die Bauleitung der Oberstleutnant Hugo Weinberger. Die Bauarbeiten fanden in den Eisenbahnwerkstätten in Zvolen statt und der Panzerzug Masaryk wurde am 13. Oktober 1944 fertiggestellt. Auf Anordnung Nummer 36 des tschechoslowakischen Luftwaffenkommandos vom 10. Oktober 1944 erhielt der 3. Panzerzug die offizielle Bezeichnung Improvizované obrněné vlaky III „T. G. Masaryk“. Der Name wurde zu Ehren des tschechoslowakischen Philosophen Tomáš Garrigue Masaryk vergeben.

## Technische Daten

### Lokomotive

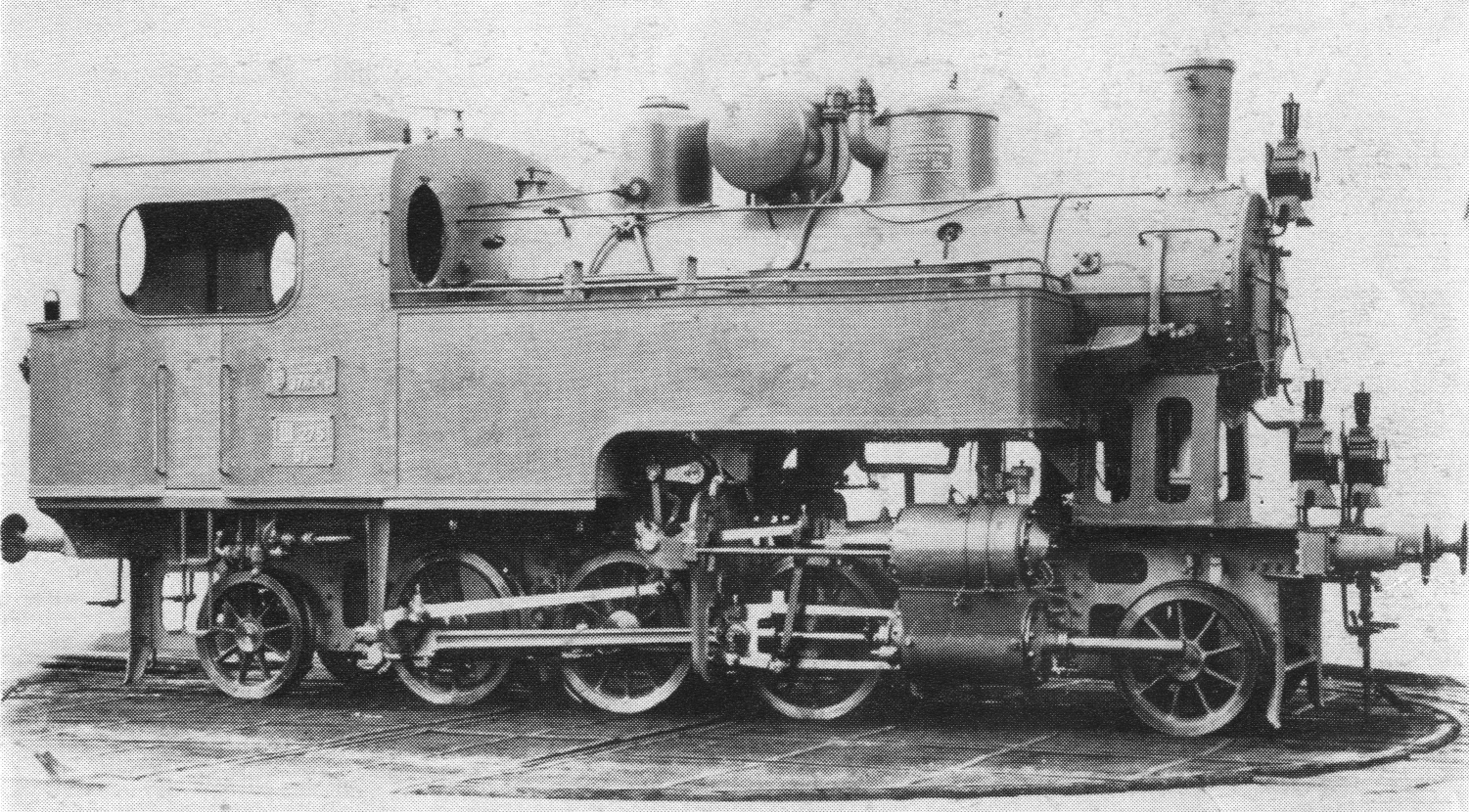
Ungepanzerte MÁV TVa

Die Dampflokomotive des Panzerzug Masaryk war eine der Baureihe MÁV TVa. Sie wurde 1914 bei den Königlich Ungarischen Staatlichen Eisen-, Stahl- und Maschinenfabriken (MÁVAG) mit der Seriennummer BP 3477/14 hergestellt. Ab 1914 lief sie bei der Ungarischen Staatsbahn mit der Nummer 376,439. Nach dem Ersten Weltkrieg wurde sie an die Tschechoslowakische Staatsbahn übergeben und erhielt 1925 die Nummer 320.220. Um das schwere Gewicht der teilgepanzerten Dampflokomotive tragen zu können, wurden die Blattfedern verstärkt. Nach dem schweren Beschuss und der Beschädigung am 24. Oktober 1944 fiel sie aus und konnte nicht mehr repariert werden.

### Artilleriewagen

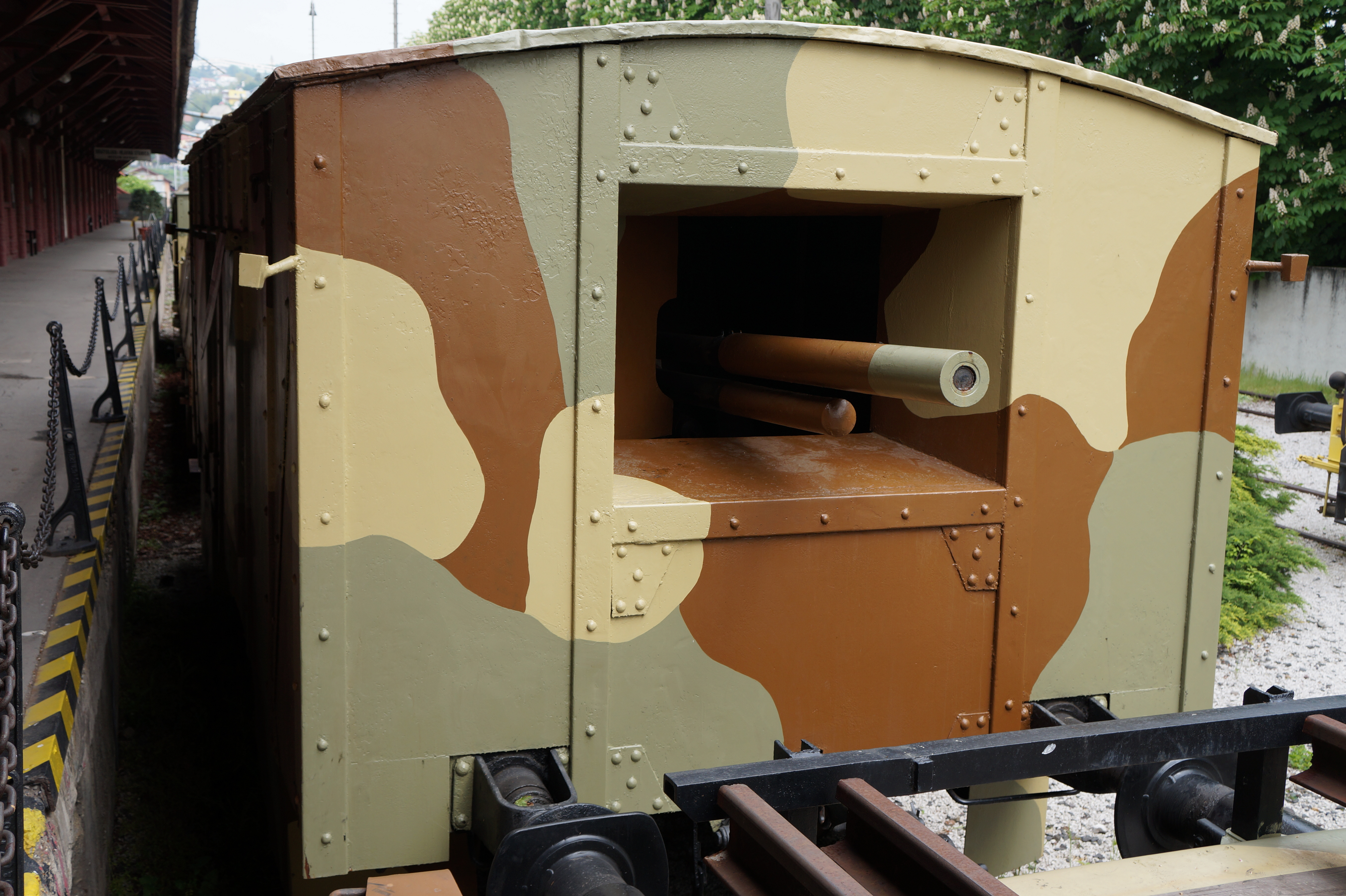
Ähnlicher Artilleriewagen, wie er beim Panzerzug Masaryk verwendet wurde

Der Panzerzug Masaryk verfügte über insgesamt fünf Artilleriewagen, wobei zwei davon als Reserve gedacht waren. Der erste Artilleriewagen, welcher direkt nach dem Abstoßwagen fuhr, war ein ehemaliger Güterwagen der Baureihe U. Bei diesem Artilleriewagen wurde eine 8-cm-Feldkanone M. 17 in einer Räderlafette an der Stirnseite des Wagens montiert.

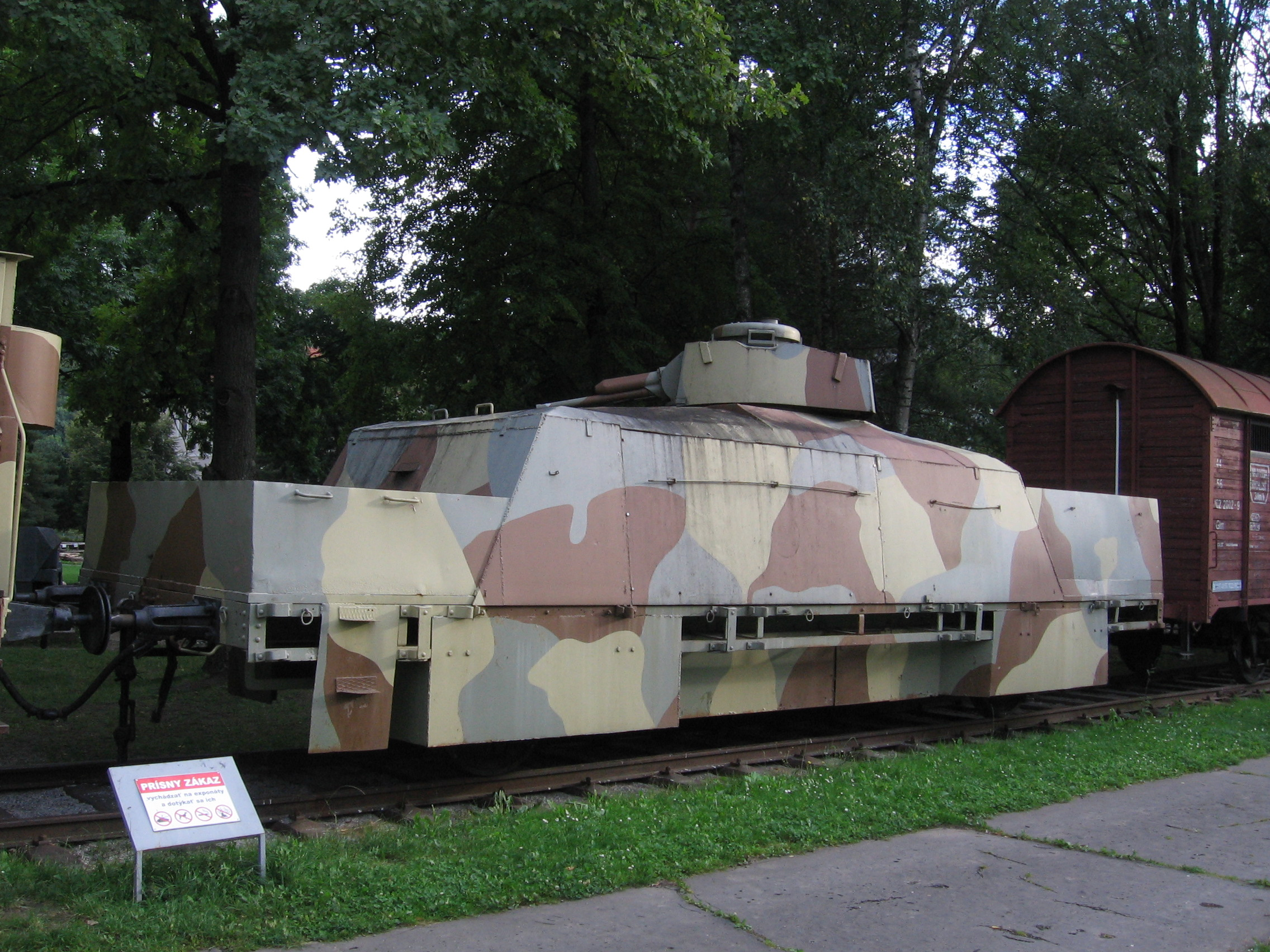
Baugleicher Artilleriewagen, hier vom Panzerzug Štefánik

Die restlichen Artilleriewagen waren ehemalige Flachwagen der Baureihe Vd oder VI welche von der Firma Ringhoffer im Prager Stadtteil Smíchov hergestellt wurden. Bei diesen Wagen wurde ein leichter Panzerkampfwagen LT vz. 35 aufgesetzt, welcher 1937 in den Škoda-Werken in Pilsen hergestellt wurde. Um diesen Panzer wurde ein gepanzerter Aufbau herumgebaut, sodass nur noch der Turm herausschaute und beweglich war. Die verwendeten Panzerkampfwagen wurden von der Wehrmacht nicht mehr verwendet und auf Anordnung des Landstreitkräftekommandos vom 1. März 1941 in einem Ergänzungslager eingelagert.
Gesichert wurde der Panzerkampfwagen mithilfe von Holzkeilen, vorn und hinten an der Gleiskette. Unter dem Panzer gab es eine Notausstiegsluke. Dies befand sich jedoch nicht unter der Notausstiegsluke des Panzers, sondern zur Seite und weiter nach hinten versetzt. Dadurch musste sich die Besatzung, im Falle eines Ausbootens aus dem Panzer, erst unter den Panzer quetschen, um dann zur Notausstiegsluke robben zu können.

### Maschinengewehrwagen

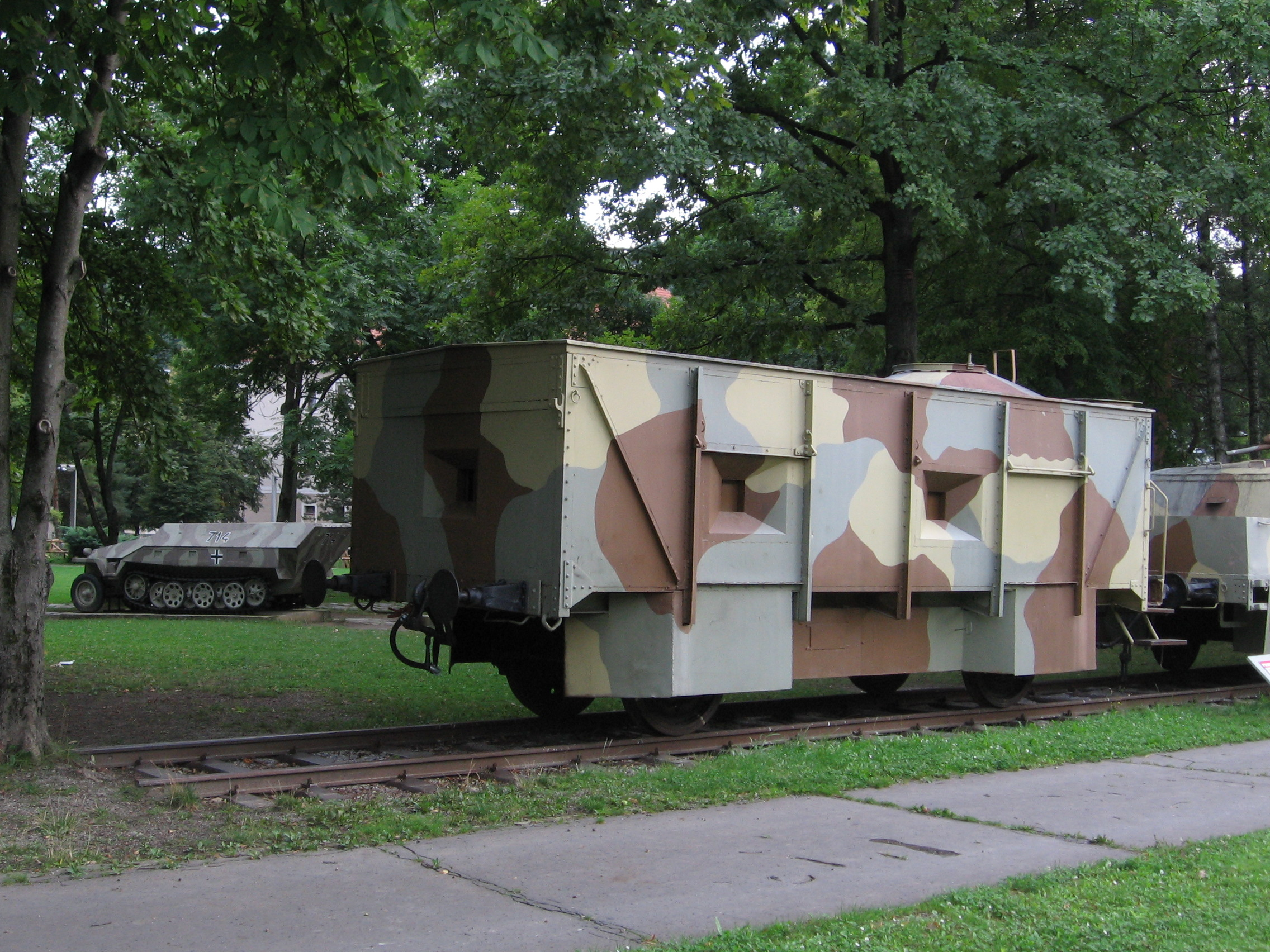
Ähnlicher Maschinengewehrwagen, hier vom Panzerzug Štefánik

Der Panzerzug Masaryk verfügte über einen Maschinengewehrwagen der Baureihe U mit der Seriennummer U-71822. Dieser Wagen verfügte über je zwei Schießscharten für Maschinengewehre an den Seiten und eine an einer Stirnseite des Wagens. Die Schießscharten konnten mit doppelten Panzerplatten verschlossen und mit Riegeln gesichert werden.
Der Aufbau war komplett mit Stahl gepanzert. Zum Schutz der Achsen wurden Panzerkästen vor den Rädern und Panzerplatten zwischen den Achsen abgebracht. Zugang zum Wagen hatte man durch die 70 cm breite und 150 cm hohe Tür an der Bremserkabine. Der Kampfraum hatte ebenfalls nur eine Höhe von 150 cm. An einer Stirnseite befand sich ein gepanzerter Beobachtungsturm, in dem man aufrecht stehen konnte. Im Boden an einer Seitenwand befand sich eine Notausstiegsluke. Eine Belüftung des Wagens war nur möglich, wenn die Tür an der Bremserkabine und die Luke am Beobachtungsturm geöffnet waren.
In dem Maschinengewehrwagen waren fünf Maschinengewehrschützen, fünf Ladeschützen und ein Beobachter, welcher zeitgleich Kommandant des Maschinengewehrwagens war. Insgesamt befanden sich elf Soldaten im Wagen. Zusätzlich zu den Soldaten wurden im Wagen die persönliche Ausrüstung, Handwaffen, Munition, Ersatzteile, Reinigungsmaterial und Zubehör mitgeführt.

### Abstoßwagen
Der Panzerzug verfügte vorn über einen Abstoßwagen. Dieser war mit mehreren Sandsäcken und möglichen Stellungen für Infanterie ausgestattet.

### Hilfszug
Um für die Besatzung Unterkünfte bereitzustellen, verfügte der Panzerzug Masaryk über einen Hilfszug. Dieser Hilfszug verfügte über mehrere Passagierwagen, welche zu Unterkunftswagen umgebaut wurden. Einer dieser Wagen war für die Offiziere vorgesehen und verfügte über ein wenig mehr Luxus. Weiterhin gab es einen Wagen für Kranke und Verletzte und einen Küchen- und Kantinenwagen. Angetrieben wurde der Zug durch eine ungepanzerte Dampflokomotive.

## Einsatz

### Tschechoslowakischer Widerstand
Während der Generaloffensive der Wehrmacht gegen den Slowakischen Nationalaufstand vom 18. bis 22. Oktober 1944 griffen deutsche Einheiten entlang der Eisenbahnstrecke zwischen Jelšava, Muráň und Červená Skala, die Strecke Muráň, Tisovec und Brezno, die Strecke Poprad, Vernár und Telgárt an. Am 20. Oktober unterstützte der Panzerzug die 2. taktische Gruppe bei der Verteidigung von Červená Skala und deckte einen teilweisen Rückzug der Truppen. Am 21. Oktober 1944 rückte der Panzerzug Masaryk in Červená Skala ein, zerstörte ein deutsches Maschinengewehrnest im Bahnhofsgebäude und setzte seine Fahrt fort. Wenig später gelang es der deutschen Artillerie, das Fahrgestell eines Artilleriewagens und die Räder der Dampflokomotive zu treffen. Mit diesen Beschädigungen war eine Fortsetzung des Kampfes nicht mehr möglich und er musste sich nach Zvolen zur Reparatur zurückziehen.
Nach der Reparatur am 24. Oktober 1944 verlegte der Panzerzug nach Pohorelská Maša und griff Vaľkovňa an, zog sich zurück und griff erneut an. Nachdem die gesamte Munition verschossen war, zog er sich zurück um Nachschub zu holen. Während der Aufmunitionierung geriet der Panzerzug in gegnerisches Maschinengewehrfeuer und zog sich weiter zurück. Bei einem erneuten Gegenangriff erhielt die Dampflokomotive gegen 15:00 Uhr zwei Volltreffer und fiel aus. Durch das austretende kochende Wasser wurde die gesamte Besatzung in der Dampflokomotive verletzt. Der Zugführer Ján Pavlík und der Heizer Juraj Krkoška wurden dabei schwer verletzt und erlagen wenig später ihren Verwundungen. Der Lokführer Ján Garaj erlitt Verbrühungen im Gesicht, am Rücken und an den Händen. Dennoch gelang es ihm den Panzerzug in Bewegung zu setzen und einige Meter in den rückwärtigen Bereich auszuweichen. Die Besatzung wehrte sich mit allen Waffen, bis nahezu die gesamte Munition aufgebraucht war. Als die Dampflokomotive des Hilfstross’ aus Heľpa eintraf, wurde der Panzerzug unter weiter anhaltendem schwerem Beschuss erst nach Brezno und dann nach Banská Bystrica geschleppt.
Da die Panzerzuglokomotive aufgrund der schweren Beschädigung nicht mehr repariert werden konnte, wurde ab dem 25. Oktober eine ungepanzerte Ersatzlokomotive genutzt. Einen Tag später unterstützte der Panzerzug die eigene Infanterie zwischen Horný Harmanec und dem südlichen Eingang des Čremošný-Eisenbahntunnel (Lage) Der weitere Vormarsch der Wehrmacht war so massiv, das sich der Panzerzug Masaryk in den Tunnel zurückziehen musste und die Waffen unbrauchbar gemacht wurden.  Ebenfalls wurde eine mobile Reparaturwerkstatt für Panzerzüge in den Tunnel gefahren und unbrauchbar gemacht, sowie der Panzerzug Hurban. Die Besatzungen der Züge gaben die Fahrzeuge auf und wichen in die Berge aus.

### Streckenschutzzug Moritz
Die Wehrmacht erbeutete die Fahrzeuge, schleppte sie nach Zvolen ab und reparierte sie. Im Winter 1944/45 wurden die Fahrzeuge nach Milovice nad Labem gebracht und der Panzerzug-Ersatzabteilung übergeben. Einige Fahrzeuge erhielten einen neuen Tarnanstrich, deutsche Markierungen und lief bei der Wehrmacht als Streckenschutzzug Moritz weiter. Nach der Indienststellung wurde er nach Brünn verlegt und kam in den letzten Apriltagen zum Einsatz. Bei Rückzugsgefechten erreichte der Streckenschutzzug Moritz das Gebiet um Rožná, wurde dort bei Kämpfen beschädigt und von der Besatzung aufgegeben.
Der Streckenschutzzug Moritz nutzte verschiedene Wagen der drei erbeuteten tschechoslowakischen Panzerzüge. Einer der Artilleriewagen hatte die Seriennummer Vd 4-7211 mit dem Panzerkampfwagen 35 (t) 13.826, ein zweiter die Vl 4-4769 mit dem Panzerkampfwagen 35 (t) 13.901.
- Streckenschutzzugkommandant
  - Oberleutnant Gerhard Gorski

## Zugpersonal
Die Besatzung des Panzerzuges blieb vom 2. Oktober bis zum 24. Oktober 1944 unverändert.
- Panzerzugkommandant
  - Hauptmann Jan Kukliš
- stellvertretender Panzerzugkommandant
  - Leutnant Jan Arpad Belko
- Artilleriekommandeur
  - Leutnant Eugen Ivanovský
- Zugführer
  - Ján Pavlík († 24. Oktober 1944)
  - Vojtěch Vágner
  - Josef Kysler
- Zugbegleiter
  - Josef Murgaš
  - Ján Puškár
- Lokführer
  - Ján Garaj
  - Vojtěch Ćermák
  - Štefan Sýkora
  - Josef Matejek
- Heizer
  - Juraj Krkoška († 24. Oktober 1944)
  - Josef Záchenský
  - Vendelín Barla

## Zugzusammensetzung
Die Reihenfolge der Zugreihung wird von vorne nach hinten beschrieben.
- Abstoßwagen (Baureihe VI/Vd)
- Artilleriewagen (Baureihe U)
- Panzerzuglokomotive (320.220)
- Maschinengewehrwagen (Baureihe U)
- Artilleriewagen (Baureihe VI/Vd)
- Artilleriewagen (Baureihe VI/Vd)
- Reserve-Artilleriewagen (Baureihe VI/Vd)
- Reserve-Artilleriewagen (Baureihe VI/Vd)